# 中川真吾
中川 真吾（なかがわ しんご、1983年5月8日 - ）は、日本の元俳優、タレント。栃木県出身。身長171cm。体重56kg。血液型AB型。靴のサイズは26.5cm。ワタナベエンターテインメントに所属していた。

## 略歴・人物
2005年7月、第2回D-BOYSオーディションに出場。審査員特別賞を受賞。
趣味は音楽鑑賞。特技はギター・作曲。

## 出演
太字は主演作品

### テレビドラマ
- こちら本池上署 第5シリーズ（2005年、TBS）
- 半分の月がのぼる空 （2006年10月 - 12月、テレビ東京）- 山西保 役
- パズル（2007年1月 - 2月、テレビ朝日） - 神谷健太郎 役
- 翼の折れた天使たち（2007年版） 第3夜「時」（2007年2月28日、フジテレビ） -
- 正しい王子のつくり方（2008年1月 - 3月、テレビ東京） - 星野楽 役
- 大河ドラマ「篤姫」（2008年1月 - 12月、NHK） - 島津忠義 役
- シバトラ〜童顔刑事・柴田竹虎〜 第9話・第10話（2008年9月2日・9月9日、フジテレビ） - 不動 役
- 稲垣吾郎の金田一耕助シリーズ「悪魔の手毬唄」（2009年1月5日、フジテレビ） - 別所五郎 役
- 仮面ライダーW（2009年9月 - 2010年8月、テレビ朝日） - 真倉俊 役
- 流れ星（2010年10月 - 12月 、フジテレビ） - 柏原裕也 役
- 陽はまた昇る（2011年7月 - 9月、テレビ朝日） - 藤岡瑞樹 役

### バラエティ
- DD-BOYS（2006年4月 - 9月、テレビ朝日）

### 映画
- 結婚しようよ（2008年2月）
- カンナさん大成功です!（2009年1月）
- 仮面ライダーシリーズ - 真倉俊 役
  - 仮面ライダー×仮面ライダー W&ディケイド MOVIE大戦2010（2009年12月）
  - 仮面ライダーW FOREVER AtoZ/運命のガイアメモリ（2010年8月）
  - 仮面ライダー×仮面ライダー オーズ&ダブル feat.スカル MOVIE大戦CORE（2010年12月）

### ネットムービー
- ネット版 仮面ライダーW FOREVER AtoZで爆笑26連発（2010年）- 真倉助手 役

### 舞台
- 森のメルヘン〜愛は永遠に（2005年12月、サンリオピューロランド）
- Cooky Clown（2007年3月） - 田沢稔 / 能州武志（子供時代：声のみ） 役
- D-BOYS STAGE
  - vol.1「完売御礼」（2007年6月） - 中川巧美 / 永倉新八 役
  - vol.2「ラストゲーム〜最後の早慶戦〜」（2008年6月） - 安部 役
  - vol.3「鴉〜KARASU〜 10」（2009年10月） - 大嶽修造 役
  - 2010 trial-2「ラストゲーム」（2010年8月- 9月） - 伴東勇介 役
- す・け・だ・ち（2007年8月） - カストル 役
- カリフォルニア物語（2008年2月 - 3月） - イーヴ・ルチアーノ 役
- 台風14号　もんしろ（2008年7月） - 小柴勇太郎 役
- ミュージカル「君に捧げる歌〜a song for you〜」（2008年12月） - 水沢勇太 役
- 鴨川ホルモー（2009年5月 - 6月） - 高村 役

### OV
- ドリフト5（2007年9月） - 矢竹和己 役
- 仮面ライダーW RETURNS 仮面ライダーアクセル（2011年） - 真倉俊 役

### ドラマCD
- 獣のごとくひそやかに -言霊使い- - 史暁 役